# Симка (приток Уфы)
Симка — река в России, протекает по территории Нуримановского района в Республики Башкортостан. Устье реки находится в 145 км по левому берегу реки Уфы. Длина реки — 32 км. 
В нижнем течении на реке расположена деревня Чандар.

## Данные водного реестра
По данным государственного водного реестра России относится к Камскому бассейновому округу, водохозяйственный участок реки — Уфа от Павловского гидроузла до водомерного поста посёлка городского типа Шакша, речной подбассейн реки — Белая. Речной бассейн реки — Кама.